# Серебряная Тасси (пьеса)
«Серебряная Тасси» (англ. The Silver Tassie) — четырехактная экспрессионистская пьеса о Первой мировой войне, написанная между 1927 и 1928 годами ирландским драматургом Шоном О’Кейси. Это была четвертая пьеса О’Кейси, посвященная империалистическим войнам и причиняемым ими страданиям. О’Кейси описал пьесу как «Щедрая горсть камней, брошенная без разбора с целью разбить несколько окон. Я не думаю, что это хорошая пьеса, но она замечательная».

## Сюжет
Антивоенная пьеса в четырех действиях, посвященная Гарри Хигану, солдату, который идет на войну, как на футбольный матч.
- Акт 1 — Гарри предстаёт в расцвете сил, как спортивного героя, но не подозревающего о возможностях и ценностях жизни.
- Акт 2 — это внезапная смена темпа, эксперимент с экспрессионистским и символическим театром. Находясь на фронте, он неожиданно концентрируется на цинизме и отчаянии простого солдата на передовой.
- Акт 3 изображает горечь ветеранов в госпитале для ветеранов.
- В четвертом акте мрачное положение инвалида Гарри Хигана противопоставляется жизненной силе тех, кто не участвовал в боевых действиях и обладает нормальной жизнью и будущим.

Исследование в пьесе того, как Гарри потерял многие надежды своей жизни во время и после войны, делает её необычной.

## История создания
В 1928 году У. Б. Йейтс отверг пьесу для Abbey Theater в Дублине. Премьера состоялась 11 октября 1929 года в Театре Аполло в лондонском Вест-Энде. Режиссёр Рэймонд Мэсси, в главных ролях Чарльз Лотон и Барри Фицджеральд. Эскиз декорации для второго акта был разработан Августом Джоном. Он шёл в течение двадцати шести представлений. Джордж Бернард Шоу и леди Грегори были большими поклонниками постановки.
Ирландская премьера состоялась 12 августа 1935 года в Abbey Theater под руководством Артура Шилдса, хотя в нём было всего пять спектаклей. Несмотря на популярность, вызванные ею споры привели к тому, что О’Кейси навсегда покинул Ирландию.
Первая крупная постановка в Англии была осуществлена RSC в театре Олдвич, Лондон, режиссером Дэвидом Джонсом, премьера состоялась 10 сентября 1969 года с Ричардом Муром в роли Гарри Хигана.
Более поздние постановки включают постановку 1990 года в Театре Эбби под руководством Патрика Мейсона, постановку 1995 года в Театре Алмейда, турне по Ирландии театральной труппой Друидов в 2010 году (наряду с выступлениями в Лоури в Манчестере и Оксфордском театре) и постановка 2014 года в Национальном театре Лондона.

## Адаптации
Марк Энтони Тернейдж адаптировал пьесу как оперу под тем же названием в 1999 году.